# Bernhard von Cotta
Carl Bernhard von Cotta, född 24 oktober 1808 i Kleine Zillbach vid Wasungen i Thüringen, död 14 september 1879 i Freiberg, var en tysk geolog. Han var son till Heinrich Cotta. 
von Cotta var professor vid Bergsakademien i Freiberg 1842–1874 och ägnade sig främst åt undersökningar av de geologiska förhållandena i Sachsen och Thüringen.